# ACARS
ACARS – system transmisji cyfrowej pozwalający wymieniać krótkie wiadomości tekstowe pomiędzy samolotami i stacjami naziemnymi, funkcjonujący za pośrednictwem fal radiowych.

## Nazwa
Nazwa ACARS jest skrótem od angielskiego Aircraft Communication Addressing and Reporting System, co można przetłumaczyć na "system komunikacji ze statkami powietrznymi w oparciu o wiadomości i potwierdzenia odbioru" (czyli system dwustronny).

## Historia
Przed wprowadzeniem ACARS cała komunikacja samolotów ze stacjami naziemnymi odbywała się przez radio, drogą głosową. Wprowadzenie systemu wiadomości tekstowych miało odciążyć załogę i zapewnić większą spójność danych. System ACARS zaczął funkcjonować w końcu lat 80. XX wieku, mimo iż jego testy miały miejsce już wcześniej.

## System
Termin ACARS odnosi się do kompletnego systemu, działającego w oparciu o część naziemną i tę w powietrzu.
W samolocie najważniejszym elementem jest komputer pokładowy zwany ACARS Management Unit (MU) oraz tzw. Control Display Unit (CDU). MU wysyła i odbiera wiadomości cyfrowe do i z ziemi w oparciu o radiostację pokładową UKF. Na ziemi system ACARS to sieć radiostacji, które odbierają i wysyłają wiadomości, a także przesyłają je przez sieć do linii lotniczych.

## Działanie
Wiadomości ACARS mogą być własnymi wiadomościami załogi samolotu bądź odpowiedziami na żądania z ziemi. Komputery pokładowe zbierają dwa typy danych o samolocie: dane liczbowe (pozycja, czas, parametry zespołów napędowych) oraz dane dyskretne, czyli zdarzenia (stan klap, wysunięcie podwozia, hamowanie). Te dane są przetwarzane do postaci krótkich wiadomości tekstowych i mogą być transmitowane przez system ACARS.

## Częstotliwość pracy
Częstotliwość zasadniczego kanału transmisji radiowych wiadomości ACARS dla Europy to 131,725MHz. Częstotliwość zapasowa transmisji radiowych wiadomości ACARS dla Europy to 131,525MHz.